# Jenifer Santos
Jenifer Martins dos Santos (Recife, 30 de junho de 1989) é uma atleta paralímpica brasileira. Ela foi medalhista em quatro edições seguidas dos Jogos Parapan-Americanos: Rio 2007, Guadalajara 2011, Toronto 2015 e Lima 2019.

## Biografia e carreira
Santos é natural de Recife, Pernambuco. Ela teve paralisia cerebral causada por falta de oxigenação na hora do parto. Como sequela, ela tem deficiência motora, principalmente no lado direito do corpo e deficiência na fala.

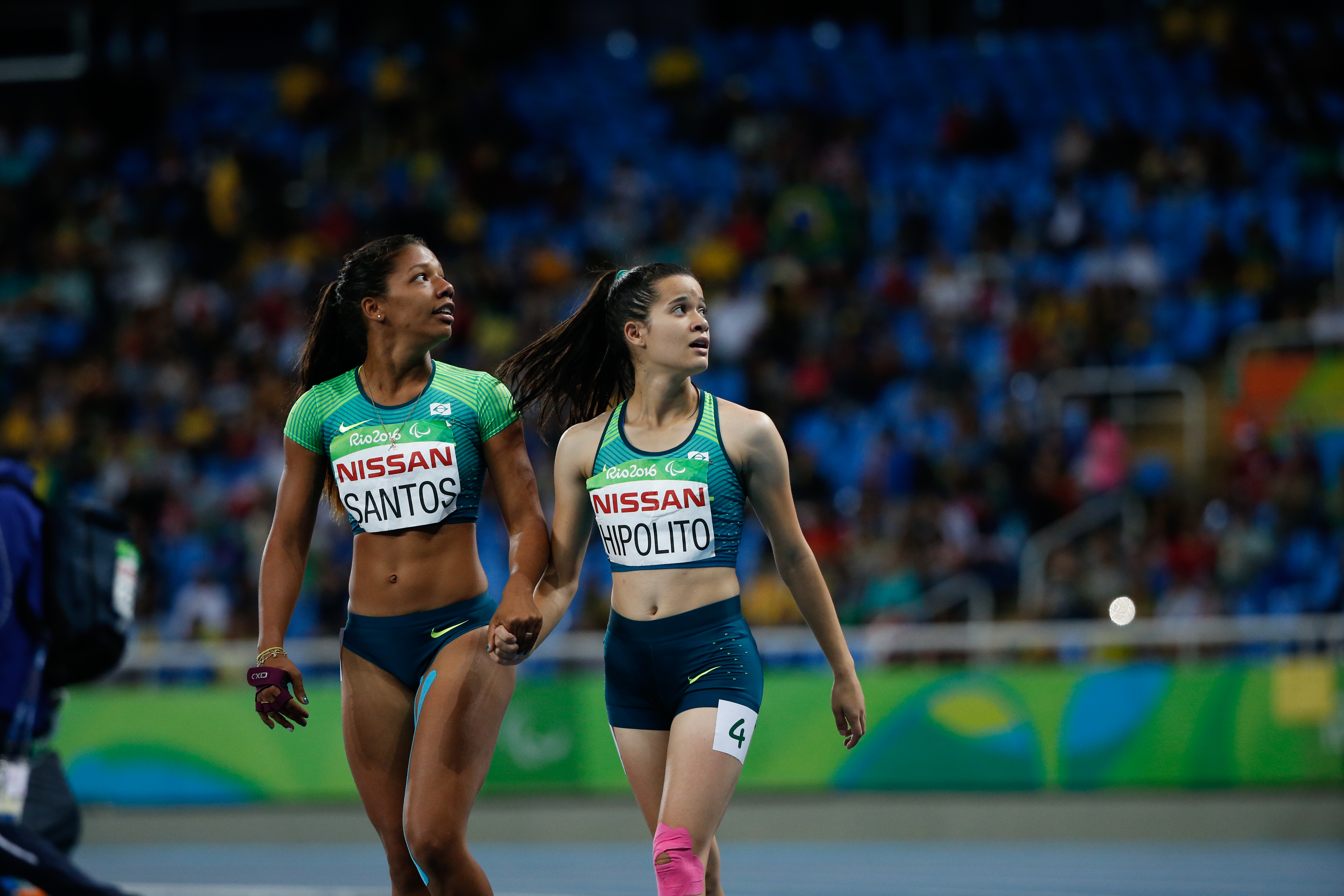
Santos ao lado da também brasileira Verônica Hipólito nos Jogos Paralímpicos Rio 2016.

Nos Jogos Parapan-Americanos Rio 2007, Santos conquistou a medalha de ouro nos 100 metros rasos classes T36/37/38 e a prata nos 200 metros rasos sendo derrotada apenas pela norte-americana Sabra Hawkes. Já nos Jogos Guadalajara 2011, levou para o Brasil o ouro nos 100 e nos 200 metros rasos na classe T38. Nos Jogo Toronto 2015 foi prata nos 200 metros e nos 100 metros.
Em agosto de 2016, na 1.ª etapa do Circuito Loterias Caixa de Atletismo e Natação, em São Paulo, Santos faturou a medalha de ouro no salto em distância classe T38 ao alcançar a marca de 4,72m, sendo essa a segunda melhor marca mundial da categoria. Ela também ganhou o ouro nos 100 metros e nos 200 metros.
Representou o Brasil nos Jogos Paralímpicos Rio 2016 onde ficou na oitava posição nos 100 metros rasos classe T38 e na sétima colocação no salto em distância obteve a marca de 4,43 metros.
Nos Jogos Parapan-Americanos Lima 2019 conquistou a medalha de bronze nos 100 metros rasos e a prata no salto em distância.

## Principais conquistas
- Jogos Parapan-Americanos de 2007: 100 metros rasos – ouro[1]
- Jogos Parapan-Americanos de 2007: 200 metros rasos – prata[1]
- Jogos Parapan-Americanos de 2011: 100 metros rasos – ouro[1]
- Jogos Parapan-Americanos de 2011: 200 metros rasos – ouro[1]
- Jogos Parapan-Americanos de 2015: 100 metros rasos – prata[1]
- Jogos Parapan-Americanos de 2015: 200 metros rasos – prata[1]
- Jogos Parapan-Americanos de 2019: salto em distância – prata[1][13]
- Jogos Parapan-Americanos de 2019: 100 metros rasos – bronze[1][12]